# Damac FC
Damac Football Club (arabsky: ضمك) je saúdskoarabský fotbalový klub z města Khamis Mushait, který byl založen roku 1972. V současné době hraje druhou nejvyšší saúdskoarabskou ligu Saudi First Division. Domácí zápasy hraje na Prince Sultan bin Abdul Aziz Stadium s kapacitou 20 000 míst.